# Tupolev ANT-37
Tupolev ANT-37 (hay DB-2) là một loại máy bay ném bom tầm xa của Liên Xô, do viện thiết kế Tupolev thiết kế chế tạo, dưới sự chỉ đạo của Pavel Sukhoi.

## Quốc gia sử dụng
Liên Xô
- Aeroflot

## Tính năng kỹ chiến thuật (DB-2)
Dữ liệu lấy từ 
Đặc điểm tổng quát
- Kíp lái: 3
- Chiều dài: 15.00 m (49 ft 2 in)
- Sải cánh: 31.00 m (101 ft 8 in)
- Diện tích cánh: 84.9 m2 (913 ft2)
- Trọng lượng rỗng: 5855 kg (12908 lb)
- Trọng lượng có tải: 12500 kg (27558 lb)
- Powerplant: 2 × Gnome-Rhône 14K, 597 kW (800 hp) mỗi chiêc mỗi chiếc

Hiệu suất bay
- Vận tốc cực đại: 342 km/h (213 mph)
- Tầm bay: 5000 km (3105 dặm)